# Député suppléant en Suisse
Dans les cantons suisses, un député suppléant est un élu au parlement cantonal qui sert de remplaçant. Leur statut et fonction ainsi que l'élection est très variable d'un canton à l'autre. 
Actuellement, cinq cantons suisses (Genève, Grisons, Jura, Neuchâtel & Valais) ont des députés suppléants. 

## Genève
Les suppléants sont au nombre de 17, leur nombre étant établi en fonction de la quantité de sièges des groupes en commission. Ce sont les candidats non élus qui sont les « viennent-ensuite » lors des élections. Ils peuvent remplacer les députés titulaires en leur absence, au conseil ou en commission.

## Grisons
Avant la réforme électorale de 2022, les suppléants étaient élus sur des listes séparées et leur nombre était de 107. Chaque cercle avait un nombre égal de députés et de suppléants (Stellvertreter) à l'exception du cercle de Coire qui avait 20 députés et seulement 10 suppléants. Le cercle de Suots Tasna avait deux députés mais qu'un seul suppléant. Les suppléants étaient élus sur d'autres listes ce qui permet, par exemple, d'avoir un suppléant de droite d'un député de gauche.
Après l'introduction de la répartition biproportionnelle des sièges à l'élection de 2022, les suppléants sont au nombre de 120. Lorsqu'un député est empêché d'assister à une séance, c'est le vient-ensuite de la liste qui le remplace temporairement.

## Jura
Les suppléants remplacent les députés lors des séances plénières. Ils ont les mêmes droits et obligations que les titulaires. Ils peuvent être désignés pour représenter leur groupe dans les commissions. Comme les députés, les suppléants ne sont rééligibles que deux fois consécutivement. La Loi cantonale sur les droits politiques dispose que «la liste qui obtient un ou deux sièges a droit à un suppléant. Celle qui obtient de trois à six sièges a droit à deux suppléants. Celle qui obtient de sept à dix sièges a droit à trois suppléants. Celle qui obtient plus de dix sièges a droit à quatre suppléants». Les suppléants élus sont les premiers «viennent-ensuite» lors de l'élection. Leur nombre varie donc à chaque législature (2007-2010: 30 ; 2016-2020: 33; 2021-2025: 32).

## Neuchâtel
Au nombre de 36 jusqu'à la réforme des institutions d'avril 2021, 19 députés suppléants sont annoncés par les autorités pour justifier la réforme. Ces derniers ne peuvent remplacer que les députés du district dans lequel ils ont été élus et sont élus en même temps et sur la même liste que les députés. L'Article 63b de la Loi sur les droits politiques (LDP) ne fixe finalement aucun nombre mais des quotas permettant d'obtenir 1 ou plusieurs suppléants: la liste qui obtient de 1 à 5 sièges a droit à un député suppléant, celle qui obtient de 6 à 10 sièges a droit à deux députés suppléants, et ainsi de suite. Au-delà de 20 sièges, la liste a droit à cinq suppléants.

## Valais
Les 130 suppléants sont là pour remplacer et s’assurer que les sièges en plénum ou lors de séances de commission soient occupés, mais exercent également une réelle fonction politique. Ils ont formellement les mêmes droits et devoirs que les députés, mais, à l’exception des trois commissions de haute surveillance (justice, gestion et finances), ils peuvent siéger dans des commissions permanentes tout au long d’une législature.

## Tableau résumé
| Abr. | Drapeaux | Canton    | Mode d'élection                                                                          | Nombre de sièges |
| ---- | -------- | --------- | ---------------------------------------------------------------------------------------- | ---------------- |
| GE   |          | Genève    | Peuple - Scrutin proportionnel plurinominal - Liste identique à celle de la députation   | 17               |
| GR   |          | Grisons   | Peuple - Scrutin proportionnel plurinominal - Liste identique à celle de la députation   | 120              |
| JU   |          | Jura      | Peuple - Scrutin proportionnel plurinominal - Liste identique à celle pour la députation | 32               |
| NE   |          | Neuchâtel | Peuple - Scrutin proportionnel plurinominal - Liste identique à celle de la députation   | 18, 20 ou 21     |
| VS   |          | Valais    | Peuple - Scrutin proportionnel plurinominal - Liste séparée de celle pour la députation  | 130              |